# Apteropanorpidae
Apteropanorpidae, porodica kukaca u redu Mecoptera (Kljunarice) u Australiji, točnije endem u Tasmaniji. Jedini rod koji mu pripada je Apteropanorpa s četiri vrste.
Karakteristika porodice je da su beskrilni.

## Vrste
- Apteropanorpa evansi Byers & Yeates, 1999
- Apteropanorpa hartzi Palmer, Trueman & Yeates, 2007
- Apteropanorpa tasmanica Carpenter, 1941
- Apteropanorpa warra Palmer, Trueman & Yeates, 2007[2]